# Würzburger Schlüssel
Der Würzburger Schlüssel ist ein Ordnungssystem psychiatrischer und neurologischer Erkrankungen, das 1930 entwickelt wurde und die deutsche 'Reichsirrenstatistik' von 1901 ersetzte. Das System wurde vom Deutschen Verein für Psychiatrie entwickelt, von 1930 bis 1932 in psychiatrischen Kliniken getestet und anlässlich dessen Jahresversammlung, die am 24. Januar 1933 in Würzburg stattfand, in Deutschland eingeführt. Es wurde maßgeblich von Karl Bonhoeffer, dem Berliner Ordinarius für Psychiatrie und Leiter der Nervenklinik der Charité mitgestaltet und stützte sich auf statistische Erhebungen des Krankenbestandes seiner Klinik. Es wurde ausdrücklich zu Zwecken der Kostenkalkulierung in der Anstaltspsychiatrie entworfen.
| Würzburger Schlüssel von 1933 | Würzburger Schlüssel von 1933 | Würzburger Schlüssel von 1933 |
| ----------------------------- | --- | --- |
| 1.                            | Angeborene und früh erworbene Schwachsinnszustände (Idiotie und Imbezilität)                                                                                        | Angeborene und früh erworbene Schwachsinnszustände (Idiotie und Imbezilität)                                                                                        |
|                               | a | ohne nachweisbare Ursache |
|                               | b | infolge von nachgewiesenen Gehirnschädigungen |
|                               | c | Kretinismus |
| 2.                            | Psychische Störungen nach Gehirnverletzungen (Gehirnerschütterung und -quetschung)                                                                                  | Psychische Störungen nach Gehirnverletzungen (Gehirnerschütterung und -quetschung)                                                                                  |
|                               | a | akute traumatische Psychosen (Kommotionspsychosen) |
|                               | b | traumatische Folgezustände (epileptische Wesensveränderungen usw.)                                                                                                  |
| 3.                            | Progressive Paralyse | Progressive Paralyse |
| 4.                            | Psychische Störungen bei Lues cerebri, Tabes und Lues latens | Psychische Störungen bei Lues cerebri, Tabes und Lues latens |
| 5.                            | Encephalitis epidemica | Encephalitis epidemica |
| 6.                            | Psychische Störungen des höheren Lebensalters | Psychische Störungen des höheren Lebensalters |
|                               | a | arteriosklerotische Formen (einschl. der gemeinen Hypertonie) |
|                               | b | präsenile Formen (depressive und paranoide Bilder) |
|                               | c | senile Formen |
|                               | d | andere Formen (Alzheimer, Pick usw.) |
| 7.                            | Huntingtonsche Chorea | Huntingtonsche Chorea |
| 8.                            | Psychische Störungen bei anderen Hirnkrankheiten (Tumor, multiple Sklerose usw.)                                                                                    | Psychische Störungen bei anderen Hirnkrankheiten (Tumor, multiple Sklerose usw.)                                                                                    |
| 9.                            | Psychische Störungen bei akuten Infektionen, bei Erkrankungen innerer Organe, bei Allgemeinerkrankungen und Kachexien („Symptomatische Psychosen“ im engeren Sinne) | Psychische Störungen bei akuten Infektionen, bei Erkrankungen innerer Organe, bei Allgemeinerkrankungen und Kachexien („Symptomatische Psychosen“ im engeren Sinne) |
|                               | a | bei Infektionskrankheiten (einschl. Chorea minor) |
|                               | b | bei Erkrankungen innerer Organe, Allgemeinerkrankungen und Gastrointestinalerkrankungen, Diabetes, Urämie und Eklampsie, Anämie, Karzinose, Pellagra usw.           |
|                               | c | bei Basedow, Myxödem, Tetanie und anderen endokrinen Erkrankungen                                                                                                   |
|                               | d | symptomatische Psychosen im Puerperium und während der Laktation |
| 10.                           | Alkoholismus | Alkoholismus |
|                               | a | Rauschzustände |
|                               | b | chronischer Alkoholismus (Eifersuchtswahn usw.) |
|                               | c | Delirium tremens und Halluzinose |
|                               | d | Korsakowsche Psychose (Poliencephalitis haemorrhagica) |
| 11.                           | Suchten (Morphinismus, Kokainismus usw.) | Suchten (Morphinismus, Kokainismus usw.) |
| 12.                           | Psychische Störungen bei anderen Vergiftungen: Schlafmittel, Blei, Quecksilber, Arsen, Schwefelkohlenstoff, Kohlenmonoxyd usw.                                      | Psychische Störungen bei anderen Vergiftungen: Schlafmittel, Blei, Quecksilber, Arsen, Schwefelkohlenstoff, Kohlenmonoxyd usw.                                      |
| 13.                           | Epilepsie | Epilepsie |
|                               | a | ohne nachweisbare Ursache |
|                               | b | symptomatische Epilepsie (soweit nicht in einer anderen Gruppe aufzuführen)                                                                                         |
| 14.                           | Schizophrener Formenkreis | Schizophrener Formenkreis |
| 15.                           | Manisch-depressiver Formenkreis | Manisch-depressiver Formenkreis |
|                               | a | manische und depressive Phasen |
|                               | b | hyperthyme, dysthyme und zyklothyme Konstitution |
| 16.                           | Psychopathische Persönlichkeiten | Psychopathische Persönlichkeiten |
| 17.                           | Abnorme Reaktionen | Abnorme Reaktionen |
|                               | a | paranoische Reaktionen und paranoische Entwicklungen (Querulantenwahn u. ä.)                                                                                        |
|                               | b | depressive Reaktionen, welche nicht unter 15a fallen |
|                               | c | Haftreaktionen |
|                               | d | Rentenneurosen |
|                               | e | andere psychogene Reaktionen |
|                               | f | induzierte Irresein |
| 18.                           | Psychopathische Kinder und Jugendliche (bis zur Vollendung des 18. Lebensjahres)                                                                                    | Psychopathische Kinder und Jugendliche (bis zur Vollendung des 18. Lebensjahres)                                                                                    |
| 19.                           | ungeklärte Fälle | ungeklärte Fälle |
| 20.                           | Nervenkrankheiten ohne psychische Störungen | Nervenkrankheiten ohne psychische Störungen |
| 21.                           | Nicht nervenkrank und frei von psychischen Abweichungen | Nicht nervenkrank und frei von psychischen Abweichungen |